# Psalm 110
Psalm 110 (109) to jeden z najbardziej znanych i szeroko komentowanych utworów Psałterza. Psalm ten zalicza się do psalmów królewskich oraz mesjańskich. Często jego tytuł w polskich tłumaczeniach brzmi „Chrystus Królem i Kapłanem”.Utwór ten opisuje postać, która jest zarówno królem, jak i kapłanem, co jest unikatowe w kontekście biblijnym. Psalm składa się z 7 wersetów a jego treść wskazuje, że jest to Psalm królewski, związany z dynastią Dawidową, i prawdopodobnie nawiązujący do obrzędu intronizacji władcy[2]
Przed niewolą babilońską psalm ten mógł być prawdopodobnie odczytywany w kontekście obietnicy danej Dawidowi w proroctwie Natana (2 Sm 7). Po upadku monarchii natomiast budził nadzieję na odnowienie dynastii Dawida, zgodnie z Bożą obietnicą jej wiecznego trwania[1].  Tradycja żydowska i chrześcijańska dopatruje się w namaszczonym królu wizerunku Pomazańca w pełnym tego słowa znaczeniu, Mesjasza, Chrystusa[4] Sam Psalm skoncentrowany jest na mesjańskim znaczeniu, które w tradycji chrześcijańskiej interpretowane jest jako proroctwa odnoszące się do Jezusa Chrystusa. .

## Budowa Psalmu 110
Najstarsze zapisy tego psalmu możemy znaleźć w języku hebrajskim. Tradycja żydowska i chrześcijańska przypisuje autorstwo Dawidowi, czyli jego powstanie datuje się na X wiek p.n.e., czas panowania Dawida (ok. 1000–961 p.n.e.). Potwierdzenie tej tradycji pojawia się też w Nowym Testamencie, gdzie Jezus cytuje ten Psalm jako słowa Dawida (np. Mt 22,43; Mk 12,36; Łk 20,42).Współczesna Biblistyka zawraca jednak uwagę że Psalm 110 mógł zostać ułożony później, w okresie   monarchii (IX–VII w. p.n.e.), jako tekst liturgiczny koronacyjny dla króla jerozolimskiego. Niektórzy egzegeci sugerują nawet, że jego pełna redakcja mogła powstać w okresie powygnaniowym (po VI w. p.n.e.), ale z wykorzystaniem wcześniejszych tradycji królewskich.
Psalm 110 składa się z 7 wersetów, które możemy podziel na dwie części: 1 cześć werset 1-4 i 2 część werset 5-7.
| JPS Tanakh (1985)                                     | Biblia tysiąclecia. Poznań 2003. Wyd. IV.                                                                            |
| ----------------------------------------------------- | --- |
| לְדָוִ֗ד מִ֫זְמ֥וֹר                                            | 1. Dawidowy. Psalm.                                                                                                  |
| נְאֻ֤ם יְהֹוָ֨ה ׀ לַֽאדֹנִ֗י שֵׁ֥ב לִֽימִינִ֑י עַד־אָשִׁ֥ית אֹ֝יְבֶ֗יךָ הֲדֹ֣ם לְרַגְלֶֽיךָ׃  | Wyrocznia Boga dla Pana mego: «Siądź po mojej prawicy, aż Twych wrogów położę jako podnóżek pod Twoje stopy»         |
| מַטֵּֽה־עֻזְּךָ֗ יִשְׁלַ֣ח יְ֭הֹוָה מִצִּיּ֑וֹן רְ֝דֵ֗ה בְּקֶ֣רֶב אֹיְבֶֽיךָ׃               | 2. Twoje potężne berło niech Pan rozciągnie z Syjonu: «Panuj wśród swych nieprzyjaciół!                              |
| עַמְּךָ֣ נְדָבֹת֮ בְּי֢וֹם חֵ֫ילֶ֥ךָ בְּֽהַדְרֵי־קֹ֭דֶשׁ מֵרֶ֣חֶם מִשְׁחָ֑ר לְ֝ךָ֗ טַ֣ל יַלְדֻתֶֽיךָ׃  | 3. Przy Tobie panowanie w dniu Twej potęgi, w świętych szatach [będziesz]. Z łona jutrzenki jak rosę Cię zrodziłem». |
| נִשְׁבַּ֤ע יְהֹוָ֨ה ׀ וְלֹ֥א יִנָּחֵ֗ם אַתָּֽה־כֹהֵ֥ן לְעוֹלָ֑ם עַל־דִּ֝בְרָתִ֗י מַלְכִּי־צֶֽדֶק׃ | 4. Pan przysiągł i żal Mu nie będzie: «Tyś Kapłanem na wieki na wzór Melchizedeka»                                   |
| אֲדֹנָ֥י עַל־יְמִֽינְךָ֑ מָחַ֖ץ בְּיוֹם־אַפּ֣וֹ מְלָכִֽים׃                     | 5. Pan po Twojej prawicy zetrze królów w dniu swego gniewu                                                           |
| יָדִ֣ין בַּ֭גּוֹיִם מָלֵ֣א גְוִיּ֑וֹת מָ֥חַץ רֹ֝֗אשׁ עַל־אֶ֥רֶץ רַבָּֽה׃              | 6. Będzie sądził narody, wzniesie stosy trupów, zetrze głowy jak ziemia szeroka.                                     |
| מִ֭נַּחַל בַּדֶּ֣רֶךְ יִשְׁתֶּ֑ה עַל־כֵּ֝֗ן יָרִ֥ים רֹֽאשׁ׃ {פ}                    | 7. Po drodze będzie pił ze strumienia, dlatego głowę podniesie.                                                      |

## Autorstwo Psalmu 110
Hebrajski nagłówek „Psalm Dawida” (מזמור לדוד), w którym występuje lamed auctoris, wskazuje, że autorem Psalmu jest Dawid. Autor oddaje go wyrażeniem (על יד דוד תוׁשבחא) "Przez Dawida. Psalm". Jednakże w literaturze przedmiotu temat autorstwa Psalmu 110 prowadzi do zróżnicowanych i często sprzecznych wniosków, w zależności od przyjętego podejścia badawczego.

### Stanowisko szkoły Formgeschichte i skandynawskiej
Szkoła Formgeschichte, a za nią szkoła skandynawska, sugeruje, że Psalm 110 powstał jako część dworskiej liturgii, powtarzanej przy różnych uroczystościach królewskich, takich jak koronacje, rocznice objęcia tronu czy wyprawy wojenne. Według tej koncepcji, psalm nie miał jednego autora, lecz był efektem działalności anonimowych nadwornych „proroków” i śpiewaków, których pieśni dostosowywano do zmieniających się okoliczności. Twórcy ci, naśladując tzw. „styl dworski” obecny na innych dworach Bliskiego Wschodu (zwłaszcza egipskich i babilońskich), przedstawiali króla jako postać wywyższoną i niemal boską — podobnie jak czynili to poeci na dworach pogańskich monarchii.

### Krytyka szkoły Formgeschichte i skandynawskiej
Choć elementy „stylu dworskiego” mogły przeniknąć do poezji hebrajskiej, to jednak zasadnicze założenia szkół Formgeschichte i skandynawskiej są nie do przyjęcia z punktu widzenia katolickiego. Przede wszystkim, teoria ubóstwienia izraelskiego króla została odrzucona jako sprzeczna z istotą monoteistycznej religii Izraela. Władca nie był uznawany za boga, lecz za „pomazańca Jahwe” — wybrańca Bożego, sprawującego władzę w zależności od Boga osobowego. Nie istnieją też biblijne świadectwa istnienia święta rocznicy wstąpienia na tron, które miałoby być tłem dla tego psalmu.

### Tradycja mesjańska i możliwe autorstwo Dawida
Alternatywna interpretacja, reprezentowana m.in. przez S. Mowinckela, dopuszcza możliwość, że autorem Psalmu 110 był król Dawid. Choć psalm mógł mieć tło liturgiczne (np. święto Nowego Roku), to jednak jego treść przekracza ramy konwencjonalnej poezji dworskiej. Wypowiedź „Rzekł Pan Panu memu: siądź po mojej prawicy...” (w. 1) — ze względu na swoją śmiałość i podkreślony element objawienia — sugeruje, że psalm zawiera treści prorockie i mesjańskie. Tym samym, nie jest to tylko dworska formuła, lecz świadectwo specjalnego objawienia Bożego, jakie mógł otrzymać Dawid.

## Teologia Psalmu 110

### Judaistyczna interppretacja Psalmu 110
Język i forma Psalm 110 wskazują na bardzo wczesne pochodzenie. Chociaż Psalm nie nazywa bohatera bezpośrednio królem, zawiera wyraźne symbole królewskiej władzy – przede wszystkim berło, przekazane przez Boga z Syjonu, oraz obraz panowania nad nieprzyjaciółmi. Ukazuje to króla jako reprezentanta całego narodu przed Bogiem, obdarzonego Jego autorytetem.
Tradycja żydowska widzi w nim zapowiedź przyjścia Mesjasza – potomka Dawida, który zasiądzie po prawicy Boga. Otwarcie Psalmu rozpoczyna się prorocką formułą: „Neum Jahwe”, co wskazuje, że cały utwór ma charakter wyroczni Bożej, przekazanej przez proroka. Obraz zasiadania po prawicy Boga wyraża najwyższą formę wyróżnienia i uczestnictwo w Jego władzy. W starożytnym Wschodzie gest ten był symbolem szczególnego uhonorowania. Adresatem tego gestu – nazwanym w Psalmie „Panem moim” (adoni) – jest król, który zostaje wyniesiony do rangi niemal boskiej. Obraz „położenia wrogów jako podnóżka pod stopy” to znany na Bliskim Wschodzie symbol zwycięstwa – oznacza całkowite podporządkowanie pokonanych.
Psalm 110 ukazuje także nie tylko królewską, ale i kapłańską godność przyszłego Mesjasza. W wersecie 4 zawarta jest wyrocznia Boga: „Tyś kapłanem na wieki na wzór Melchizedeka”. Odwołanie do Melchizedeka – tajemniczego króla i kapłana Jerozolimy z czasów Abrahama – wskazuje na wieczne i nieodwołalne kapłaństwo nowego władcy. Kapłaństwo to jest inne niż to z rodu Aarona – niezależne od Prawa i dziedziczenia, nadane bezpośrednio przez Boga. Psalm 110 sugeruje, że Mesjasz połączy w sobie funkcje władcy i kapłana – podobnie jak niegdyś Melchizedek, czy też Mojżesz i Abraham, którzy wstawiali się za ludem i składali ofiary. Choć późniejsza tradycja izraelska oddzieliła funkcje królewskie od kapłańskich, w czasach przed niewolą babilońską królowie jerozolimscy mogli wykonywać czynności kapłańskie – składali ofiary i błogosławili lud, co potwierdzają teksty biblijne.W kontekście mesjańskim, Psalm 110 ukazuje  także przyszłego Pomazańca (Mesjasza) jako wiecznego Króla i Kapłana, który pokona wrogów ludu Bożego, zasiądzie na tronie obok Boga i będzie sprawował nieprzemijającą władzę duchową i polityczną.
Psalm 110 jest więc tekstem głęboko teologicznym, który wyraża nadzieję Izraela na doskonałego władcę, łączącego ziemską władzę z duchowym autorytetem, działającego z Bożego nadania i prowadzącego lud do ostatecznego zwycięstwa.

### Chrześcijańska interpretacja Psalmu 110
Chrześcijańska teologia widzi w postaci Mesjasza i Króla z psalmu 110 bezpośrednie odniesienie do Jezusa Chrystusa, który – zgodnie z Listem do Hebrajczyków – wypełnia tę zapowiedź jako Kapłan i Król Nowego Przymierza. Jego egzegeza teologiczna najczęściej odbywa się poprzez zestawienie ją z innymi fragmentami Pisma Świętego
Interpretacje Psalmu 110 wersecie 1, chrześcijaństwo odnajduje w odniesienia do dyskusji Jezusa z faryzeuszami i uczonymi w Piśmie. Jezus wykorzystuje ten tekst, by zakwestionować powszechnie przyjętą opinię o mesjańskim pochodzeniu z rodu Dawida. Zadaje pytanie o to, jak Mesjasz – będąc synem Dawida – może być jednocześnie nazwany przez niego „Panem”. Powołując się na natchnienie Ducha Świętego, Jezus sugeruje, że Mesjasz jest kimś więcej niż tylko potomkiem Dawida – jest jego Panem, a więc kimś o boskim autorytecie. Tym samym Chrystus objawia swoją mesjańską tożsamość oraz boską naturę.
Psalm ten w Ewangelii pojawia się również w scenie przesłuchania Jezusa przed Wysoką Radą. W odpowiedzi na pytanie arcykapłana o swoją tożsamość, Jezus potwierdza, że jest Mesjaszem i Synem Bożym, a następnie cytuje złączone wersety z Ps 110,1 i Dn 7,13, mówiąc, że Syn Człowieczy zasiądzie po prawicy Boga i przyjdzie w chwale. W tym kontekście Jezus nie tylko identyfikuje się z postacią z apokaliptycznej wizji Daniela, ale także objawia się jako eschatologiczny Sędzia i Król, który otrzymał władzę od Boga. Te słowa zostały uznane przez Sanhedryn za bluźnierstwo, ponieważ przypisał sobie prerogatywy zarezerwowane wyłącznie dla Boga – władzę sądzenia i panowania nad narodami.
W Księdze Daniela Syn Człowieczy przedstawiony jest jako postać z nieba, której Bóg – Przedwieczny – przekazuje panowanie nad światem. Opisuje to scena intronizacji podczas eschatologicznego sądu. W interpretacji Jezusa i ewangelistów proroctwo to znajduje swoje wypełnienie w osobie Chrystusa – to On jest Tym, który przychodzi na obłokach, zasiada po prawicy Boga i obejmuje władzę wieczną. Połączenie Psalm 110,1 z Dn 7,13 tworzy pełen obraz mesjańskiej godności Jezusa jako Króla, Sędziego i Boskiego Syna. Słowa te stanowią istotne świadectwo Jego samoświadomości mesjańskiej oraz są źródłem oskarżenia o bluźnierstwo i przyczyną skazania na śmierć. Jezus, mimo że stoi przed sądem ludzkim, ukazuje siebie jako ten, który w przyszłości będzie Sędzią całej ludzkości. To odwrócenie ról jest kluczowym przesłaniem przesłuchania przed Sanhedrynem i wskazuje na głęboki teologiczny sens męki Jezusa jako drogi do chwały i królewskiej władzy nad światem opisanym w psalmie 110.

## Polskie tłumaczenia Psalmu 110

### Biblia tysiąclecia. Poznań 2003. Wyd. IV.
1 Dawidowy. Psalm.
Wyrocznia Boga dla Pana mego:
«Siądź po mojej prawicy,
aż Twych wrogów położę
jako podnóżek pod Twoje stopy»2.
2 Twoje potężne berło
niech Pan rozciągnie z Syjonu:
«Panuj wśród swych nieprzyjaciół!3
3 Przy Tobie panowanie
w dniu Twej potęgi,
w świętych szatach [będziesz].
Z łona jutrzenki
jak rosę Cię zrodziłem»4.
4 Pan przysiągł
i żal Mu nie będzie:
«Tyś Kapłanem na wieki
na wzór Melchizedeka»5.
5 Pan po Twojej prawicy
zetrze królów w dniu swego gniewu6.
6 Będzie sądził narody,
wzniesie stosy trupów,
zetrze głowy
jak ziemia szeroka7.
7 Po drodze będzie pił ze strumienia,
dlatego głowę podniesie8.

### Uwspółcześniona Biblia Gdańsa. 2017.
1 Psalm Dawida. Powiedział PAN do mego Pana: Usiądź po mojej prawicy, aż położę twoich wrogów jako podnóżek pod twoje stopy.
2 Laskę twojej mocy pośle PAN z Syjonu, mówiąc: Panuj pośród twoich wrogów.
3 Twój lud będzie ochoczy w dniu twej potęgi, w ozdobie świętości i z łona jutrzenki; twoja jest rosa młodości.
4 PAN przysiągł i nie będzie żałował: Ty jesteś kapłanem na wieki według porządku Melchizedeka.
5 Pan po twojej prawicy zetrze królów w dniu swego gniewu.
6 Będzie sądził narody i trupami napełni wszystko; roztrzaska głowy panujące nad wieloma ziemiami.
7 Ze strumienia będzie pił po drodze, dlatego podniesie głowę.

### Jan Kochanowski -Psałterz Dawidów. Przełożył z łacińskiego tekstu psalmów. Wyd. Kazimierz Budzyk. Wrocław: Ossolineum, 1980.
Dixit Dominus domino meo
Rzekł Pan do pana mego swym głosem łaskawym:
"Siądź mi po boku prawym,
Aż twe nieprzyjacioły złupione ze zbroje
Jako inszy podnóżek dam pod nogi twoje.
Na kraj świata rozciągnę z Syjonu wielkiego
Władzę królestwa twego,
A ty na wszytki strony używaj praw swoich
Rozkazując w pośrzodku nieprzyjaciół twoich.
Czasu ruszenia twego przy tobie, swym panie,
Twój lud chętliwie stanie:
Lud w cnotach okazały, świetny w pobożności,
Rosa różanej żarze, krew twojej młodości."
Przysiągł Pan, a za Jego żal nie chodzi słowem;
Tyś Melchizedechowem
Porządkiem kapłan wieczny; Pan przy boku twoim
Na wieki, Pan tyrany zetrze w gniewie swoim.
Sąd swój rozciągnie, pola trupami okryje,
Książę możne zabije,
Krwią płynącą będzie pił wodę patokową,
Przeto nieba dosięże wysokiego głową.

### Franciszek Karpiński w"Dzieła Franciszka Karpińskiego" wydanie stereotypowe Waleriana Krasińskiego, Warszawa 1830.
PSALM CIX
Dixit Dominus domino meo
Wielu rabinów Żydowskich twierdzi: że ten Psalm rozumiany bydź powinien o Abrahamie, do którego sługa Eliezer mówi: wychwalając zwycięztwo przez Abrahama odniesione nad królami, którzy złupili byli Sodomę i Gomorę, Gen. 14
Albo o Dawidzie, który na początku panowania swego zwyciężył Filistynów, i do którego niby jakiś ze śpiewaków kościoła w tym Psalmie mówi. Insi go rozumieją o Salomonie, Ezechiaszu, Zarobabelu, którym Bóg królestwa stałe i wieczne obiecuje. Ale Kościół Chrześciański statecznie go rozumie, jako prorokujący o przyszłym natenczas Messyaszu; nawet sami Faryzeuszowie i Żydzi starzy tak go rozumieli. Ten Psalm złożony jest od Dawida, i w tytule Hebrayskim pod jego imieniem zapisany.
Rzekł Pan do Pana mego łaskawym
Swym głosem: „Siądź mi przy boku prawym:
„Aż twoje wszystkie zuchwałe wrogi,
„Dam za podnóżek pod twoje nogi.
„Berło twey mocy wydam z Syonu,
„Świat cały padnie u twego tronu:
„A ty używać będziesz praw swoich,
„Wśrzód nieprzyjaciół panując twoich.
„Skoro rozpoczniesz twe panowanie,
„Przy tobie lud twóy w jasności stanie:
„Nim jeszcze zorzy świecić kazałem,
„Ciebie z wnętrzności moich wydałem.
„Pan to poprzysiągł (jego zaś mowa
„Danego nigdy nie cofnie słowa)
„Ty jesteś kapłan do końca wieka,
„Według obrządku Melchizedeka”
Przy twey prawicy Pan jest nad pany,
W dzień gniewu swego zetrze tyrany,
Sąd swóy rozciągnie po całym świecie,
I nieposłuszne narody zgniecie.
Pyszną na ziemi głowę poniży,
Która mu Jego chwałę ubliży;
Z mętney po drodze pić będzie rzeki;
Dla tego głowę wzniesie na wieki.